# Первая битва (Коты-Воители)
«Первая битва» – третья книга серии Начало племён. Она была издана в апреле 2014 года. В России книга вышла в 2017 году.
На обложке американского издания изображена Длинная Тень. На обложке русского — Гром, Длинная Тень, Серое Крыло и Крик Галки.

## Аннотация
После того, как Солнечный Путь привёл котов-странников в долину, многие поверили, что все их беды и несчастья остались позади. Призраки голодной смерти отступили, переселенцы впервые зажили в сытости и безопасности.
Но тени прошлого не собираются отступать... Разлад, начавшийся с разделения котов на жителей леса и обитателей пустоши, постепенно превращается в настоящую вражду, а каждая попытка примирения лишь ускоряет приближение кровавой развязки.
Серое Крыло в отчаянии разрывается между двумя лагерями, из последних сил пытаясь сохранить хрупкий мир, однако разногласия между бывшими друзьями и родственниками стремительно разрастаются, вовлекая в свой водоворот всех котов, живущих по соседству. Новый мир, о котором так мечтали переселенцы, стоит на пороге большой войны…

## Сюжет
Чистое Небо провожает взглядом Грома и Инея, уходящих из леса. Неожиданно появляется Падающее Перо, и Чистое Небо, всё ещё злясь на неё после того, как кошка сказала, что почти хотела бы уйти с Громом, ранит её после недолгого спора. В лагере Чистое Небо объявляет Падающее Перо предательницей.
Коты Длинной Тени думают над нападением на Чистое Небо, но Серое Крыло всеми силами пытается доказать невиновность брата. Как раз в это время возвращаются Гром и Иней. Серое Крыло рад видеть племянника, но Гром только подтверждает опасения относительно Чистого Неба. Ночью Галечник получает видение о предстоящей войне.
На следующее утро Гром удивляется, видя отрабатывающих боевые приёмы котят Черепашьего Хвостика, и ссорится по этому поводу с Зубчатым Пиком, однако все коты готовятся к битве, и Гром нехотя признаёт это решение правильным.
Когда выясняется, что Обгоняющая Ветер носит котят Колючего Утёсника, пара хочет уйти, чтобы не обременять лагерь лишними ртами, но согруппники не позволяют им сделать это, обещая позаботиться о котятах, и в итоге коты остаются.
Серое Крыло хочет мирной жизни для всех и решает поговорить с Чистым Небом насчет границ. Он посылает в его лагерь Грома и Крика Галки. Чистое Небо соглашается встретиться с Серым Крылом возле Четырёх Деревьев, но оставляет Крика Галки у себя в лагере как заложника до своего возвращения со встречи. На обратном пути на пустошь Гром встречает Тома, домашнего кота и отца котят Черепашьего Хвостика. Кот просит отвести его к бывшей подруге, но Гром отказывается, обещая передать кошке, что Том хочет видеть её. Когда Черепаший Хвостик в сопровождении Серого Крыла, Длинной Тени и Грома приходят к Тому, домашний кот обвиняет Черепашьего Хвостика в том, что она сделала его котят бродягами, и требует вернуть их, но Черепаший Хвостик отказывает ему.
Во время родов Обгоняющей Ветер Черепаший Хвостик находится с ней, и в это время пропадают ее котята. Узнав об этом, Черепаший Хвостик уходит на поиски. Гром и Молнехвостый идут искать малышей. Вскоре они подходят к реке, и понимают что Том с котятами и Черепаший Хвостик наверняка перешли её. Когда Молнехвостый начинает перебираться через реку, он соскальзывает с камней, служащих переправой, падает в воду и теряет сознание. Неожиданно появляется Зыбкая Река и спасает неуклюжему коту жизнь. Бродяга помогает котам и провожает их на территорию Двуногих. Когда коты проходят мимо Гремящей Тропы, они видят мёртвое кошачье тело Черепашьего Хвостика. Они относят её на траву и идут дальше. Домашняя киска Цветик помогает им найти дом Тома, но кот не соглашается так просто вернуть им котят, и Молнехвостый отвлекает его, давая Зыбкой Реке и Грому шанс незаметно забрать котят.
В отсутствие ушедших за котятами котов Серое Крыло и Длинная Тень идут к Четырём Деревьям, чтобы осмотреть место предстоящей встречи Чистого Неба и Серого Крыла. В это время умирает Уголёк, новорожденный сын Обгоняющей Ветер, и все скорбят по нему. Позже возвращаются Гром и Молнехвостый вместе с котятами и сообщают о смерти их матери. На следующий день коты хоронят Уголька и поминают Черепашьего Хвостика.
Когда Серое Крыло в сопровождении Грома и Длинной Тени идёт на переговоры с Чистым Небом, коты замечают, что последний привёл с собой всю свою группу. После недолгого разговора Чистое Небо даёт своим котам сигнал к нападению на Серое Крыло и его спутников, однако Грому удаётся бежать и привести с собой своих товарищей. Начинается битва, коты Чистого Неба дерутся не на жизнь, а на смерть, но вторая группа не уступает. В конце концов, битва заканчивается схваткой Чистого Неба и Серого Крыла, последний убеждает брата прекратить битву. После этого появляются духи всех котов, умерших после того, как они покинули горы. Звёздные коты убеждают оставшихся в живых объединиться, чтобы выжить. Коты приходят к общему решению, и духи умерших уходят на небеса.

## История публикации
- The First Battle (EN), HarperCollins (твердый переплет), 8 апреля 2014 г.
- The First Battle (EN), HarperCollins (электронная книга), 8 апреля 2014 г.
- The First Battle (EN), HarperCollins (привязка библиотеки), 8 апреля 2014 г.
- The First Battle (EN), HarperCollins (мягкая обложка), 7 апреля 2015 г.
- 首次 战争 (CN), 未来出կ社 (мягкая обложка), 1 января 2016 г.[1]
- Der erste Kampf (Германия), Verlagsgruppe Beltz (твердый переплет), 1 февраля 2016 г., перевод Фридерике Левин[2]
- The First Battle (EN), HarperCollins (мягкая обложка; перепечатка), 15 марта 2016 г.[3]
- 最初 戰役 (ZH), Morningstar (мягкая обложка), 1 января 2017 г.[4]
- Ensimmäinen taistelu (FI), Art House (твердый переплет), 5 декабря 2019 г., перевод Нана Сиронен[5].

## Отзывы
В целом книга получила положительные отзывы от критиков и читателей.

## Персонажи
Главные персонажи:
- Серое Крыло;
- Чистое Небо;
- Гром.

Второстепенные персонажи:
- Длинная Тень;
- Зыбкая Река;
- Обгоняющая Ветер;
- Черепаший Хвостик;
- Том;
- Крик Галки;
- Падающее Перо.